# Ізабо Левіто
Ізабо Левіто (англ. Isabeau Levito; нар. 3 березня 2007, Філадельфія) — американська фігуристка, що виступає в жіночому одиночному катанні. Срібна призерка Чемпіонату світу (2024). Чемпіонка США (2023) та бронзова призерка Чемпіонату США (2022), срібна призерка Фіналу Гран-прі (2022), переможниця Командного Чемпіонату світу (2023), чемпіонка світу серед юніорів (2022).
Станом на 18 листопада 2024 року посідає 2-е місце в рейтингу Міжнародного союзу ковзанярів.

## Біографія
Народилася 3 березня 2007 року у Філадельфії, штат Пенсільванія, США. Її мати, Марія К'яра Гарбері Левіто, клінічна ембріологиня, яка іммігрувала до Сполучених Штатів з Італії у 1997 році. Левіто назвали на честь персонажа Мішель Пфайффер, Ізабо д'Анжу, у фільмі «Леді-яструб». Володіє англійською, італійською та трохи російською мовами.
Левіто називає фігуристок Альону Косторну, Євгенію Медведєву, Єлизавету Туктамишеву та Каорі Сакамото своїми натхненницями і зразками для наслідування.

## Спортивна кар'єра

### Початок
Ізабо Левіто почала вчитися кататися на ковзанах у 2010 році у віці трьох років у Маунт-Лорел, Нью-Джерсі. Її мати, прихильниця фігурного катання, спочатку віддала її на заняття з навчання катанню, щоб покращити баланс. Левіто почала брати приватні уроки у своєї нинішньої тренерки Юлії Кузнецової, колишньої фігуристки в парному катанні, у віці трьох років. Ізабо брала участь у своєму першому юнацькому Чемпіонаті США у 2018 році. Пізніше вона виграла срібну медаль у середній категорії у 2019 році, срібну медаль серед юніорів у 2020 році та національний титул серед юніорів у 2021 році.

### Сезон 2021—2022
Ізабо Левіто дебютувала на міжнародному турнірі серед юніорів JGP France II 2021. Вона виграла коротку і довільну програми, ставши в результаті переможницею змагання. На другому етапі Гран-прі у жовтні, JGP Austria 2021, Левіто виграла срібну медаль. Завдяки своїм результатам, Левіто кваліфікувалася на юніорський Фінал Гран-прі 2021 в Осаці, Японія, однак у листопаді вона знялася зі змагань через травму. Пізніше змагання було скасовано через поширення омікрон-варіанту коронавірусної хвороби.
Відновившись від травми, Левіто взяла участь у своєму першому Чемпіонаті США серед дорослих у січні. Вона посіла четверте місце в короткій програмі та друге у довільній, завоювавши бронзову медаль у загальному заліку, поступившись Мерайї Белл і Карен Чен. Через свій вік вона не мала права входити до американської олімпійської збірної.
На Чемпіонаті світу серед юніорів 2022 року Ізабо Левіто виграла коротку програму і стала другою у довільній, а в результаті виграла золоту медаль. Вона була першою американською фігуристкою, яка виграла Чемпіонат світу серед юніорів після Рейчел Флетт у 2008 році.

### Сезон 2022—2023
Ізабо Левіто відкрила свій дебютний дорослий сезон на Philadelphia Summer International. Вона посіла перше місце в обох сегментах змагань і виграла змагання з результатом 207,67 балів, випередивши на чотири бали Ліндсі Торнгрен, яка посіла друге місце. На CS Nepela Memorial 2022 Левіто виграла золоту медаль.
Левіто дебютувала на етапі Гран-прі Skate America 2022. Вона фінішувала другою, поступившись чемпіонці світу Каорі Сакамото. На своєму наступному змаганні, яким став MK John Wilson Trophy 2022, Левіто посіла друге місце в обох сегментах змагань, і в результаті виграла срібну медаль. Ці результати кваліфікували її до Фіналу Гран-прі 2022. Вона була наймолодшою американкою, яка потрапила до Фіналу Гран-прі після Керолайн Чжан у 2007 році.
Змагаючись у Фіналі Гран-прі в Турині, Левіто фінішувала п'ятою в короткій програмі і другою в довільній, врешті-решт ставши срібною призеркою. Її срібна медаль стала першою медаллю для американської фігуристки на Фіналі Гран-прі після бронзової медалі Ешлі Вагнер у 2014 році.
Левіто виступила на Чемпіонаті США 2023 року як фаворитка та претендентка на золоту медаль і виграла коротку програму з перевагою в 0,02 бала над Брейді Теннелл. Вона виграла довільну програму і в результаті стала чемпіонкою США.
Вирушаючи на Чемпіонат Чотирьох континентів, що проходив в Колорадо-Спрінгс, Левіто вважалася однією із фавориток і претенденток на золоту медаль. Вона фінішувала другою в короткій програмі, однак знялася перед довільною через хворобу.
За місяць Левіто була готова брати участь у Чемпіонаті світу 2023 року. Вона посіла четверте місце в короткій програмі і п'яте в довільній. У загальному заліку вона стала четвертою, відставши менше ніж на три бали від бронзової призерки Луни Гендрікс.
Спочатку Левіто планувала завершити свій сезон після Чемпіонату світу, однак капітан американської команди Джейсон Браун переконав її приєднатися до команди США на Командному чемпіонаті світу 2023. Вона посіла третє місце в короткій програмі і четверте в довільній. У загальному заліку команда США виграла золоту медаль.

### Сезон 2023—2024

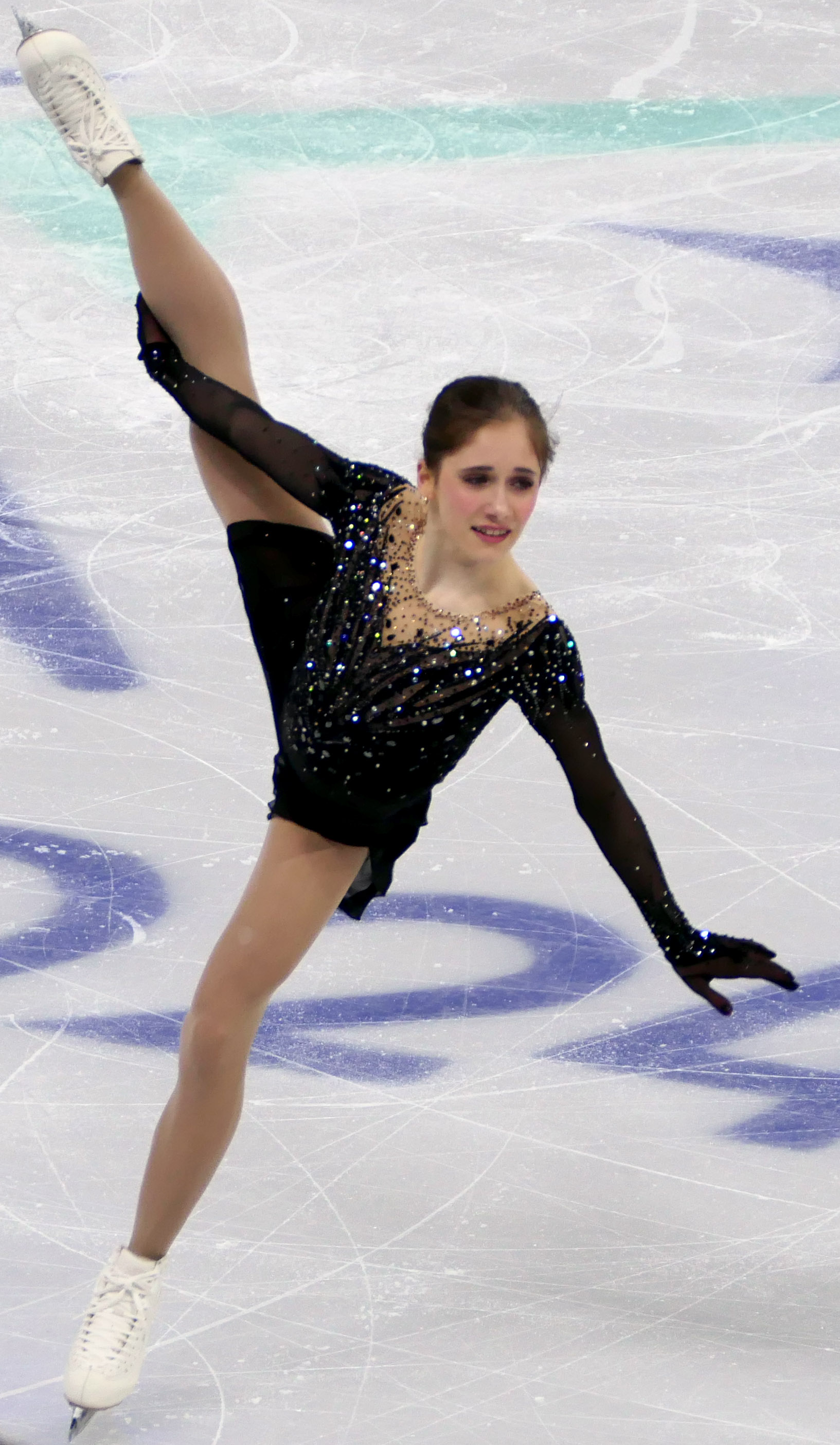
Левіто виступає на Чемпіонаті світу 2024 року

На початку сезону Левіто виграла золоту медаль на Nebelhorn Trophy. Її запросили взяти участь у Japan Open у складі команди Північної Америки, де вона посіла третє місце серед жінок, а в загальному заліку команда посіла друге місце.
Ізабо була призначена на етапи Гран-прі в США та Франції. На Skate America 2023 вона посіла третє місце в короткій програмі, відставши від Ембер Гленн, яка посіла друге місце, на 1,38 бала. У довільній програмі вона стала другою. За результатами змагань Левіто виграла срібну медаль, своє друге поспіль срібло на Skate America. Левіто виграла коротку програму на Grand Prix de France 2023 з перевагою в 5,10 балів над Анастасією Губановою, яка посіла друге місце. У довільній програмі посіла третє місце, і в результаті змагань виграла золоту медаль. Це була перша перемога на Гран-прі для американки після Ешлі Вагнер у 2016 році, а Левіто стала наймолодшою американкою, яка виграла Гран-прі з часів Сари Г'юз у 2001 році.
У короткій програмі на Фіналі Гран-прі Левіто припустилася кількох помилок, через що стала шостою у цьому сегменті. Довільну програму вона виконала чисто, посівши третє місце. У загальному заліку фігуристка стала п'ятою.
На Чемпіонаті США 2024 року Ізабо посіла перше місце в короткій програмі і четверте в довільній, ставши третьою в загальному заліку.
На Чемпіонаті світу 2024 Левіто посіла друге місце в короткій програмі та друге в довільній. У загальному заліку також стала другою, вигравши срібну медаль. Це зробило її першою американською фігуристкою, яка виграла срібло на Чемпіонаті світу після срібної медалі Ешлі Вагнер на чемпіонаті 2016 року.

### Сезон 2024—2025

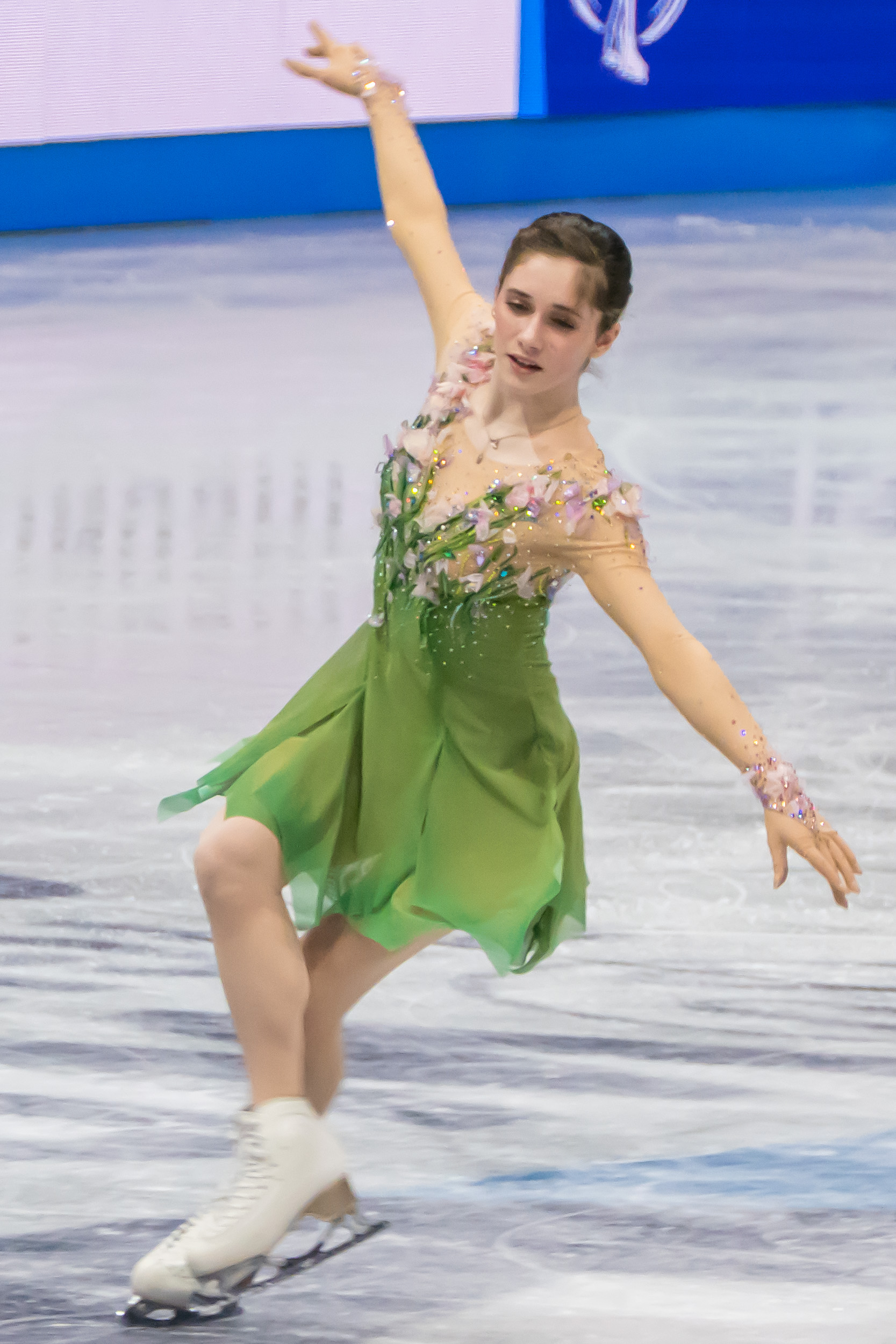
Левіто виступає на Чемпіонаті світу 2025 року

У серпні 2024 року Ізабо Левіто брала участь у змаганні Cranberry Cup, де посіла третє місце. На турнірі Nebelhorn Trophy посіла п'яте місце в короткій програмі та друге в довільній, ставши другою в загальному заліку.
На етапі Гран-прі Skate America посіла перше місце в короткій програмі та п'яте в довільній, ставши бронзовою призеркою змагання в загальному заліку. Вона також була заявлена на етап в Фінляндії, але знялася за два тижні до змагання.
У січні 2025 року Левіто заявила, що пропустить Чемпіонат США через травму стопи. Попри відсутність на національному чемпіонаті, вона була кваліфікована до Чемпіонату світу 2025 року, але протокол повернення до гри очікує на розгляд.
Вона повернулася до змагань у лютому на Road to 26 Trophy у Мілані, який слугував тестовою подією для Зимових Олімпійських ігор 2026 року. У короткій програмі вона фінішувала на другому місці. Згодом Левіто сказала, що хоча її права нога повністю зажила, вона все ще відчувала слабкість, оскільки не могла тренуватися з нею під час загоєння. Після довільної програми вона залишилася на другому місці.
На Чемпіонаті світу 2025 року Левіто посіла третє місце після короткої програми, набравши 73,33 балів. На початку довільної програми вона впала під час каскаду потрійний лутц—потрійний тулуп, але змогла чисто відкатати наступну частину програми. Фігуристка набрала 136,51 бала та посіла п'яте місце в сегменті. У загальному заліку вона набрала 209,84 бала та посіла четверте місце.

## Нагороди та відзнаки
- Перемога у номінації «Найкращий новачок» на ISU Skating Awards 2023[33].

## Програми
| Сезон     | Коротка програма                                                                                          | Довільна програма | Показові номери                                                                                 |
| --------- | --- | --- | ----------------------------------------------------------------------------------------------- |

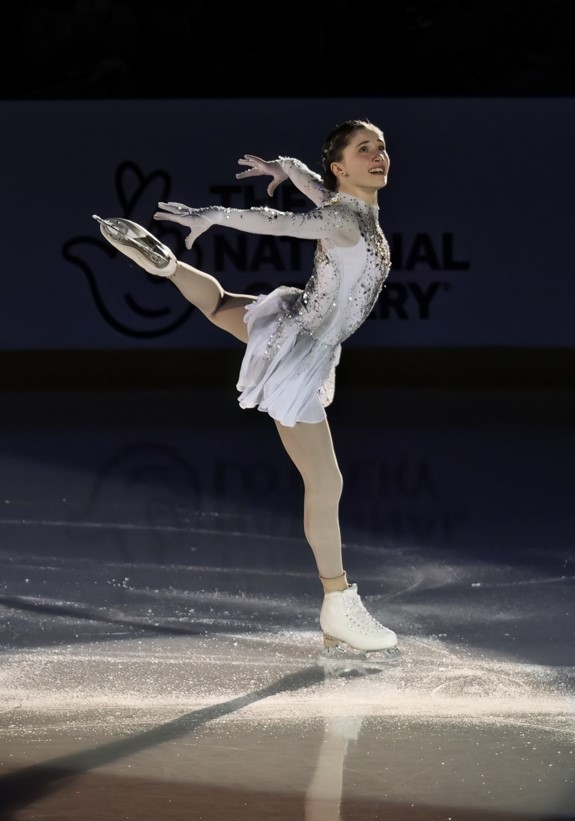
Левіто виступає з шоу-програмою на John Wilson Trophy 2022

| 2024—2025 | - «Лебедине озеро» Петро Чайковський. Хореографи-постановники: Юлія Кузнецова, Отар Джапарідзе            | - «Liebesträume» Ференц Ліст. Хореографи-постановники: Юлія Кузнецова Отар Джапарідзе                                |                                                                                                 |
| 2023—2024 | - «Nella Fantasia» Енніо Морріконе - «Yearning» Рауль Феррандо. Хореографиня-постановниця: Юлія Кузнецова | - «Нуреєв. Білий ворон» Ілан Ешкері (у виконанні Ліза Батіашвілі). Хореографиня-постановниця: Юлія Кузнецова         | - «Material Girl» Мадонна - «Love» Лана Дель Рей                                                |
| 2022—2023 | - «Una noche más» Ясмін Леві. Хореографиня-постановниця: Юлія Кузнецова                                   | - «Dulcea Si Tandra Mea Fiara» Євгеній Дога (у виконанні Каталіна Караус). Хореографиня-постановниця: Юлія Кузнецова | - «Material Girl» Мадонна - «Либідь» Каміль Сен-Санс. Хореографиня-постановниця: Юлія Кузнецова |
| 2021—2022 | - «Либідь» Джошуа Белл. Хореографиня-постановниця: Юлія Кузнецова                                         | - «Російський танець» (з балету «Лебедине озеро», Петро Чайковський). Хореографиня-постановниця: Юлія Кузнецова      |                                                                                                 |
| 2019—2021 | - «Perhaps» Доріс Дей. Хореографиня-постановниця: Юлія Кузнецова                                          | - «Малагенья» 101 Strings Orchestra. Хореографиня-постановниця: Юлія Кузнецова                                       |                                                                                                 |

## Спортивні досягнення

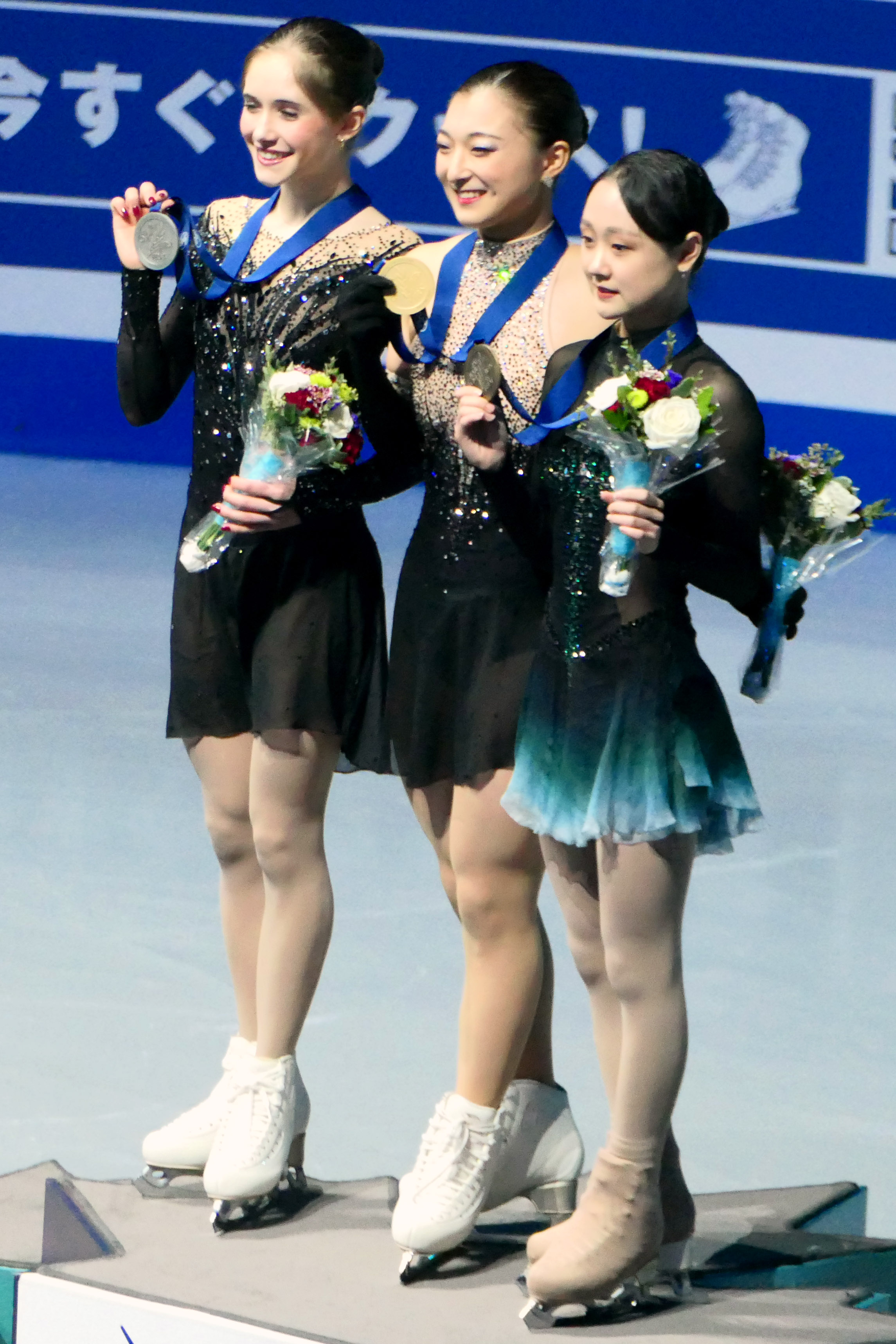
Призерки Чемпіонату світу 2024 року (зліва направо): Ізабо Левіто (срібло), Каорі Сакамото (золото), Чхе Йон Кім (бронза)

| Змагання                             | 19/20      | 20/21      | 21/22      | 22/23      | 23/24      | 24/25      |
| Міжнародні                           | Міжнародні | Міжнародні | Міжнародні | Міжнародні | Міжнародні | Міжнародні |
| ------------------------------------ | ---------- | ---------- | ---------- | ---------- | ---------- | ---------- |
| Чемпіонат світу                      |            |            |            | 4          | 2          | 4          |
| Чемпіонат чотирьох континентів       |            |            |            | WD         |            |            |
| Фінал Гран-прі                       |            |            |            | 2          | 5          |            |
| Етап Гран-прі. Skate America         |            |            |            | 2          | 2          | 3          |
| Етап Гран-прі. John Wilson Trophy    |            |            |            | 2          |            |            |
| Етап Гран-прі. Grand Prix de France  |            |            |            |            | 1          |            |
| Nebelhorn Trophy                     |            |            |            |            | 1          | 2          |
| Ondrej Nepela Memorial               |            |            |            | 1          |            |            |
| Cranberry Cup                        |            |            |            |            |            | 3          |
| Philadelphia Summer International    |            |            |            | 1          |            |            |
| Road to 26 Trophy                    |            |            |            |            |            | 2          |
| Командні                             |            |            |            |            |            |            |
| Командний Чемпіонат світу            |            |            |            | 1          |            |            |
| Міжнародні серед юніорів             |            |            |            |            |            |            |
| Чемпіонат світу серед юніорів        |            |            | 1          |            |            |            |
| Етап Гран-прі серед юніорів, Франція |            |            | 1          |            |            |            |
| Етап Гран-прі серед юніорів, Австрія |            |            | 2          |            |            |            |
| Asian Open (новачки)                 | 3          |            |            |            |            |            |
| Національні                          |            |            |            |            |            |            |
| Чемпіонат США                        |            |            | 3          | 1          | 3          | WD         |
| Чемпіонат США серед юніорів          | 2          | 1          |            |            |            |            |